# Tegosa etia
Tegosa etia är en fjärilsart som beskrevs av William Chapman Hewitson 1868. Tegosa etia ingår i släktet Tegosa och familjen praktfjärilar. Inga underarter finns listade i Catalogue of Life.

## Bildgalleri

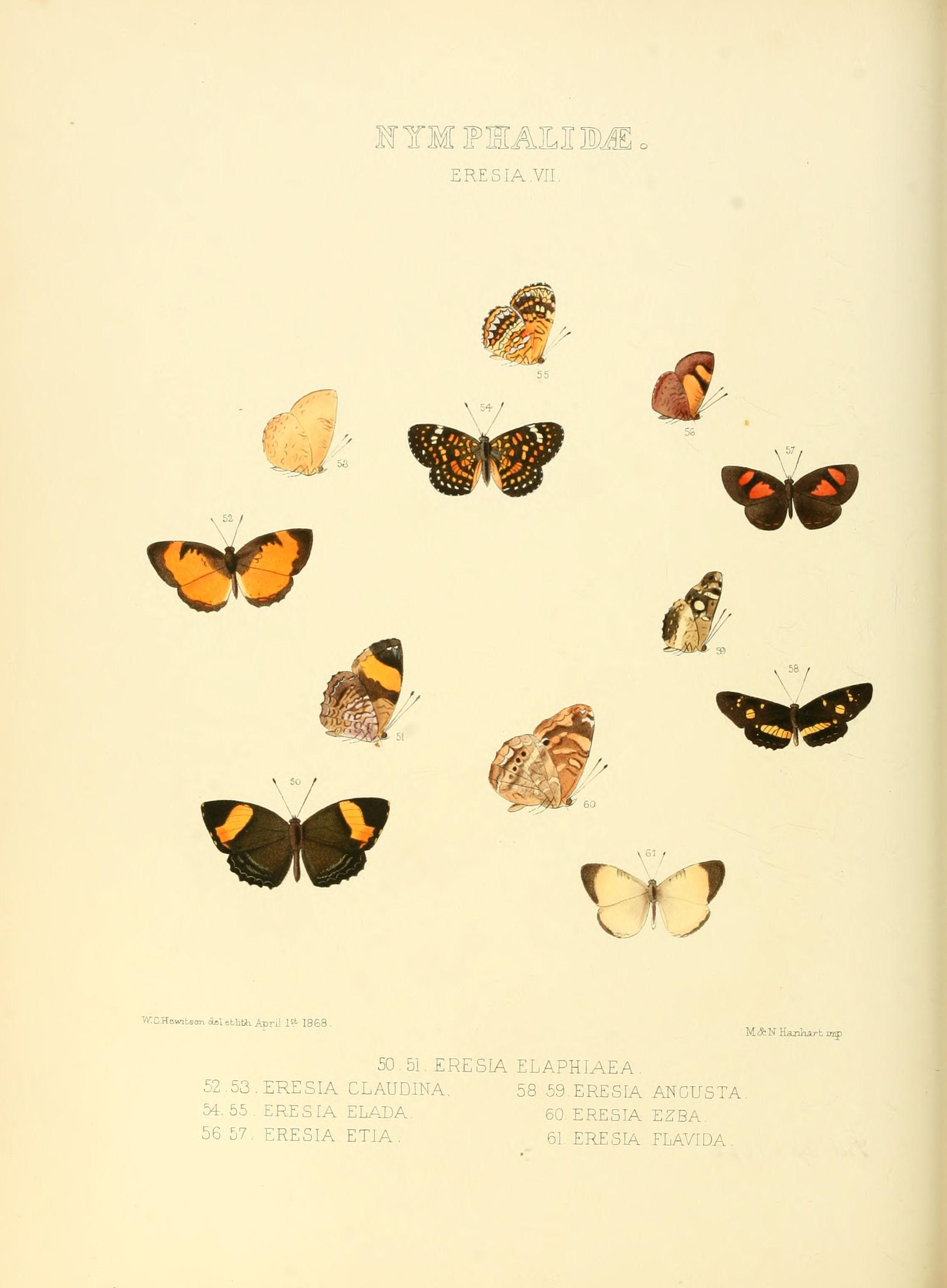